# Ángel Zárraga
Ángel Zárraga (y) Argüelles (* 16. August 1886 in Durango; † 22. September 1946) war ein mexikanischer Maler.

## Biografie

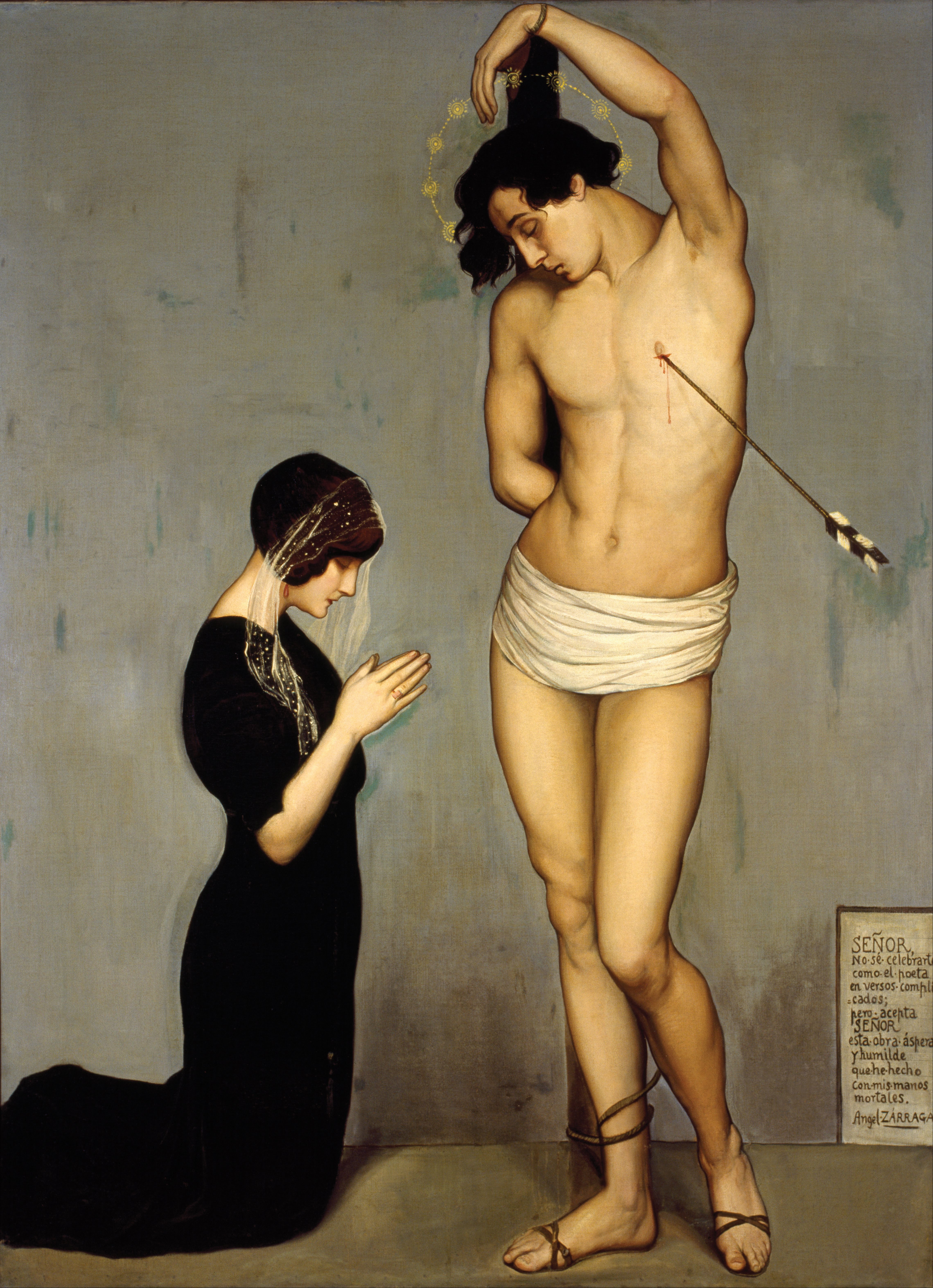
„Ex Voto“, 1912

Zárraga wurde als Sohn des Mediziners Dr. Fernando Zárraga und seiner Ehefrau Guadalupe Argüelles im Barrio de Analco von Durango geboren. Er besuchte die Escuela Nacional Preparatoria in Mexiko-Stadt, knüpfte während dieser Zeit erste Kontakte zur künstlerischen und intellektuellen Szene und studierte dann an der Escuela Nacional de Bellas Artes (ENBA). Er gehörte zu den Gründern der Kulturorganisation El Ateneo de la Juventud. Seine Familie ermöglichte ihm 1904 eine Studienreise nach Spanien, Italien und Frankreich, wo er auch ausstellte. An der Brüsseler Kunstakademie besuchte er einige Kurse. 1906 konnte er seine Bilder im Rahmen einer Ausstellung im Museo del Prado präsentieren. 1907 kam er für seine Ausstellung an der ENBA zurück nach Mexiko. 1909 nahm er an der Biennale di Venezia teil und stellte im Salon am Piazzale Donatello in Florenz aus. 1911 ging er dauerhaft nach Frankreich, nur 1914 zu Beginn des Weltkriegs kehrte er noch einmal nach Mexiko zurück. Ab 1921 war seine Arbeit stark von Cézanne und Giotto beeinflusst. In Frankreich malte er Murales am Château de Vert-Cœur und in der Cité Internationale Universitaire de Paris, dekorierte auch 1927 die mexikanische Gesandtschaft in Paris, stellte im Pariser Salon d’Automne aus, sowie auch in New York. Mit dem Zusammenbruch des internationalen Kunstmarkts in den 1930er Jahren infolge der Weltwirtschaftskrise verlor er seine Förderer und wurde depressiv. Während des Zweiten Weltkriegs floh er 1941 zurück in sein Heimatland, malte dort auch Murales im Club de Banqueros und an der Kapelle der Catedral de Monterrey.
Zárraga verstarb in Mexiko infolge einer Lungenentzündung. In Durango trägt das Museum für zeitgenössische Kunst seinen Namen.